# NGC 4848
NGC 4848 (również PGC 44405 lub UGC 8082) – galaktyka spiralna z poprzeczką (SBc), znajdująca się w gwiazdozbiorze Warkocza Bereniki. Odkrył ją Heinrich Louis d’Arrest 21 kwietnia 1865 roku. Jest to galaktyka aktywna.